# Redukce nitrilů
Redukce nitrilů jsou organické redoxní reakce, při kterých se nitrily redukují na aminy nebo aldehydy.

## Katalytická hydrogenace
Katalytická hydrogenace nitrilů je často nejjednodušším způsobem přípravy primárních aminů.
Katalyzátory jsou mnohdy založeny na kovech 10. skupiny, jedná se například o Raneyův nikl, palladiovou čerň nebo oxid platičitý. Dalším možným regioselektivním katalyzátorem tvorby primárních aminů je borid kobaltu.
R-C≡N + 2 H2 → R-CH2NH2
Tento postup má průmyslové využití při výrobě hexamethylendiaminu, prekurzoru nylonu, z adiponitrilu.
Za určitých reakčních podmínek mohou být iminové meziprodukty atakovány aminy za vzniku sekundárních a terciárních aminů:
2 R-C≡N + 4 H2 → (R-CH2)2NH + NH3
3 R-C≡N + 6 H2 → (R-CH2)3N + 2 NH3
Tyto reakce probíhají přes enaminy.
Největší vliv na selektivitu syntéz primárních aminů má katalyzátor, dalšími faktory jsou rozpouštědlo, pH reakční směsi, sterické efekty, tlak vodíku a teplota.

## Stechiometrické redukce
K činidlům pro nekatalyzované redukce aminů patří například hydrid lithnohlinitý a borohydrid lithný, diboran a kovový sodík v alkoholových rozpouštědlech.

### Redukce na aldehydy
Nitrily lze redukovat také na aldehydy. Stephenova syntéza aldehydů využívá chlorid cínatý a kyselinu chlorovodíkovou k přípravě aldehydů hydrolýzou vznikající iminiové soli. Aldehydy je rovněž možné získat přenosovou hydrogenací a následnou hydrolýzou iminu. K činidlům použitelným při této reakci patří kyselina mravenčí ve spojení s katalyzátorem hydrogenace a hydridy kovů, sloužící k adicím jednoho ekvivalentu vodíku na nitril, například borohydrid sodný redukuje nitrily v alkoholových rozpouštědlech za katalýzy chloridem kobaltnatým nebo Raneyovým niklem.
Použít lze i diisobutylaluminiumhydrid, který slouží jako zdroj hydridových iontů, které navazuje na uhlíkové atomy nitrilů. Vzniklé iminy jsou poměrně stabilními meziprodukty, které se hydrolyzují na aldehydy.

#### Mechanismus

Mechanismus redukce nitrilu na aldehyd diisobutylaluminiumhydridem

Diisobutylaluminiumhydrid se při částečných redukcích nitrilů používá za nízkých teplot. Atom hliníku zde funguje jako Lewisova kyselina, která přijímá elektronový pár poskytnutý nitrilem. Nitril je následně redukován přesunem hydridového iontu na uhlík trojné vazby C-N, čímž se vytvoří imin. Po přidání vody se komplex hliníku hydrolyzuje na aldehyd. Protože hydrolýza vytvářející aldehyd probíhá na konci procesu, tak nedochází k přeredukování.

## Elektrochemické metody
Benzylnitrily mohou být také redukovány elektrochemicky.